# Le Silence de la mer
Le Silence de la mer és una pel·lícula francesa de Jean-Pierre Melville, de 1947. Està basada en la novel·la curta del mateix títol escrita per Jean Bruller i publicada sota el pseudònim de Vercors el 1942. Se'n va fer una segona versió estrenada el 2004, protagonitzada per Michel Galabru, Julie Delarme i Thomas Jouanne.

## Argument
En una petita ciutat de la França ocupada, el 1941, un oficial de l'exèrcit alemany, Werner von Ebrennac (Howard Vernon), s'allotja a la casa d'una peculiar parella formada per neboda i oncle (Jean-Marie Robain). Aquest últim ha adoptat la determinació de no dirigir-li la paraula; accepta la situació dels invasors però no vol cap relació amb ells. No obstant això, la neboda (Nicole Stéphane), encara que respecta aquest silenci, sembla totalment abstreta amb els soliloquis de l'oficial alemany sobre música, política, art o humanitats, després de tornar aquest cada dia a casa.

## Desenvolupament
L'acció es desenvolupa a França, el 1941, durant l'ocupació alemanya. A la llunyania, un llogaret amb el seu castell, la seva alcaldia on està instal·lada la Kommandantur, els boscos, la neu. En primer pla, una casa baixa amb el seu emparrat i el seu sostre de llargues teules marrons. Un oficial alemany, Werner von Ebrennac, s'allotjarà a la casa on habiten un ancià i la seva neboda. Totes les nits, l'estranger baixarà de la seva habitació per a reunir-se amb els seus hostes silenciosos i es lliurarà a un monòleg infatigable fins al dia de la seva partida per al front rus. Els dos francesos no poden impedir que l'oficial alemany s'allotgi a casa seva, però poden ignorar-lo; poden embolcallar-se en un silenci dens i immòbil com una boira matutina, i aquest silenci serà més eloqüent que les protestes indignades. Contra aquest baluard del silenci, Werner von Ebrennac llançarà cada nit, no obstant això, els assalts dels seus monòlegs ininterromputs. Aquest alemany no és un brut ni un exaltat. És un esperit culte, és un compositor dotat de talent que ha acceptat l'actitud de silenci dels seus hostes i aprova aquest rostre sever de França. "Jo respecto a les persones que estimen a la seva pàtria. Estic feliç d'haver trobat aquí a un ancià digne i a una senyoreta silenciosa. Caldrà vèncer aquest silenci. Caldrà vèncer el silenci de França". Però von Ebrennac s'equivoca. No vencerà a ningú, almenys mentre sigui feliç i poderós. Per contra, ell mateix serà lentament conquistat per la jove de rostre sever, qui des de fa sis mesos sembla no adonar-se de la presència i proximitat d'un home que la contempla amb amor. Von Ebrennac creu en la sinceritat d'Alemanya, en la seva bona fe respecte a França, però haurà de despertar brutalment d'aquest somni. França serà destruïda i no solament el seu poder: també la seva ànima. L'esfondrament de von Ebrennac no podria ser més total i demana el seu trasllat al front rus. L'última nit, la jove alça lentament el cap i respon a l'adéu que ell li dirigeix des del llindar de la porta.